# HiFlyer
Der HiFlyer (auch: HighFlyer) ist ein mit Helium gefüllter Groß-Fesselballon, der einige hundert Meter aufsteigen kann. Dabei bleibt er jedoch über ein Kabel stets mit dem Boden verbunden und wird von dort aus mittels einer Winde auch wieder eingezogen. Er dient als Publikumsattraktion, denn auf dem höchsten Punkt bietet sich  ein weiter Ausblick über die umliegende Landschaft. Die vor allem von Touristen gern genutzten Aussichtsmöglichkeiten wurden erstmals 1993 eingerichtet. Es gibt sie inzwischen in vielen Ländern und Großstädten. Die Benutzung ist jedoch immer stark von der Thermik und vom Wind abhängig und kann nur am Tage erfolgen.

## Hintergrund
Die Bezeichnung „HiFlyer“ ist ein eingetragenes Markenzeichen der britischen Lindstrand Balloons Ltd. Das Wort ist eine Zusammenziehung aus high und flyer, übersetzt also Hochflieger. Das Markenzeichen des französischen Pendants lautet „Aero 30NG“. Der Ballon hat ein Fassungsvolumen von 6300 Kubikmeter Helium und einen Durchmesser von 22 Metern.
Marktführer in diesem Bereich ist die französische Firma Aerophile, die den Ballon in Kooperation mit dem in Augsburg ansässigen Gasballonhersteller Ballonbau Wörner erstmals 1993 im Park von Schloss Chantilly (Frankreich) in Betrieb genommen hat. Seither wurden über 20 dieser Systeme weltweit aufgestellt.

## Standorte in Deutschland

### Berlin

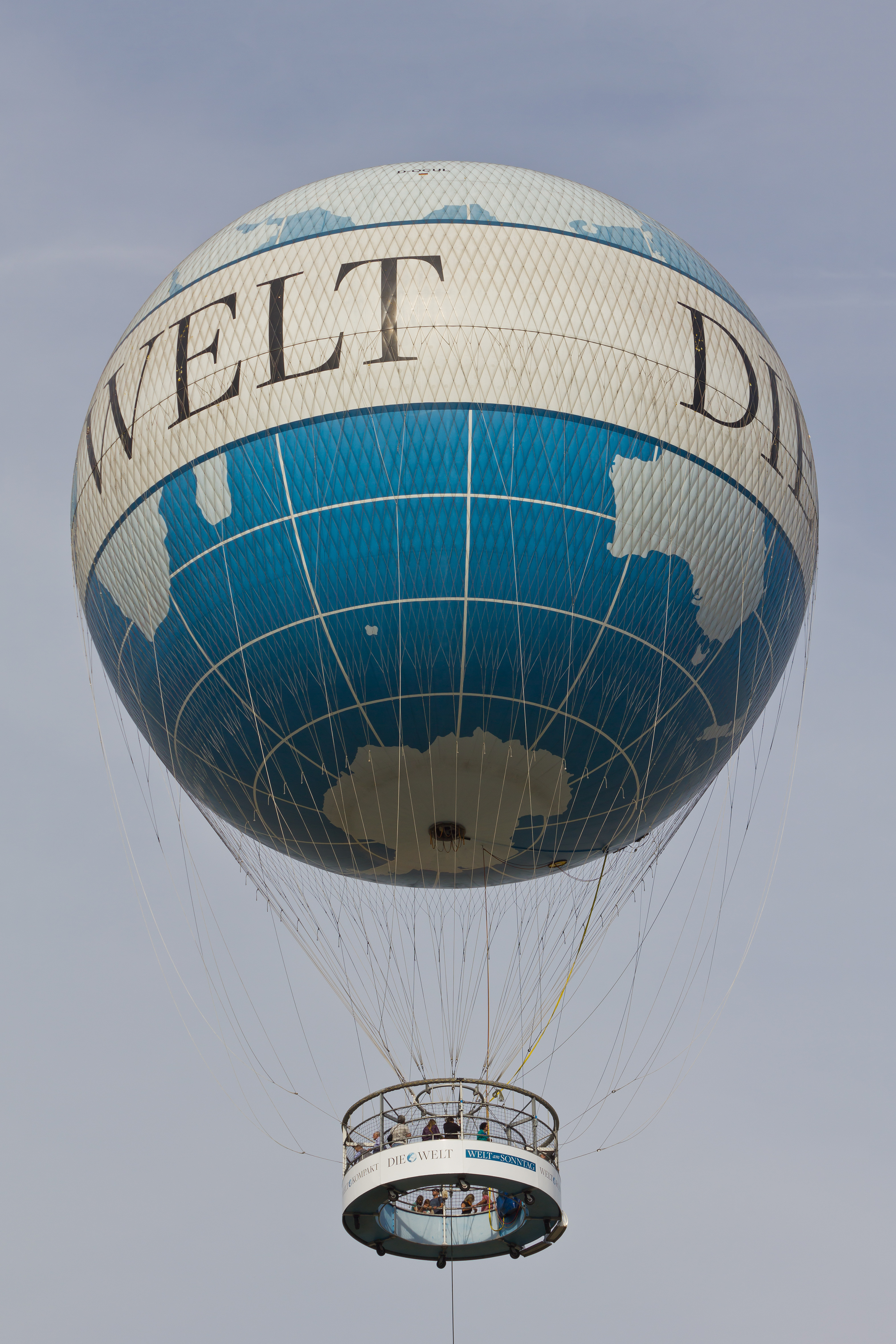
HiFlyer in Berlin

Der Berlin HiFlyer bietet aus 150 Metern über dem Zentrum von Berlin einen Ausblick auf die Metropole. Er wurde 2006 in der Zimmerstraße 95–100 – nahe dem Checkpoint Charlie installiert. Längere Zeit zuvor war er zwischen Potsdamer Platz und Brandenburger Tor verankert. Auf der Ballonhülle fand sich anfangs die Werbung des privaten Fernsehsenders Sat.1, seit etwa 2012 wirbt die überregionale Zeitung Die Welt für sich, nach dem das Fluggerät auch „Welt-Ballon“ genannt wird. Betreiber des Fesselballons ist die Gesellschaft Air Service Berlin, die auch Rundflüge mit Hubschraubern anbietet.

### Hamburg

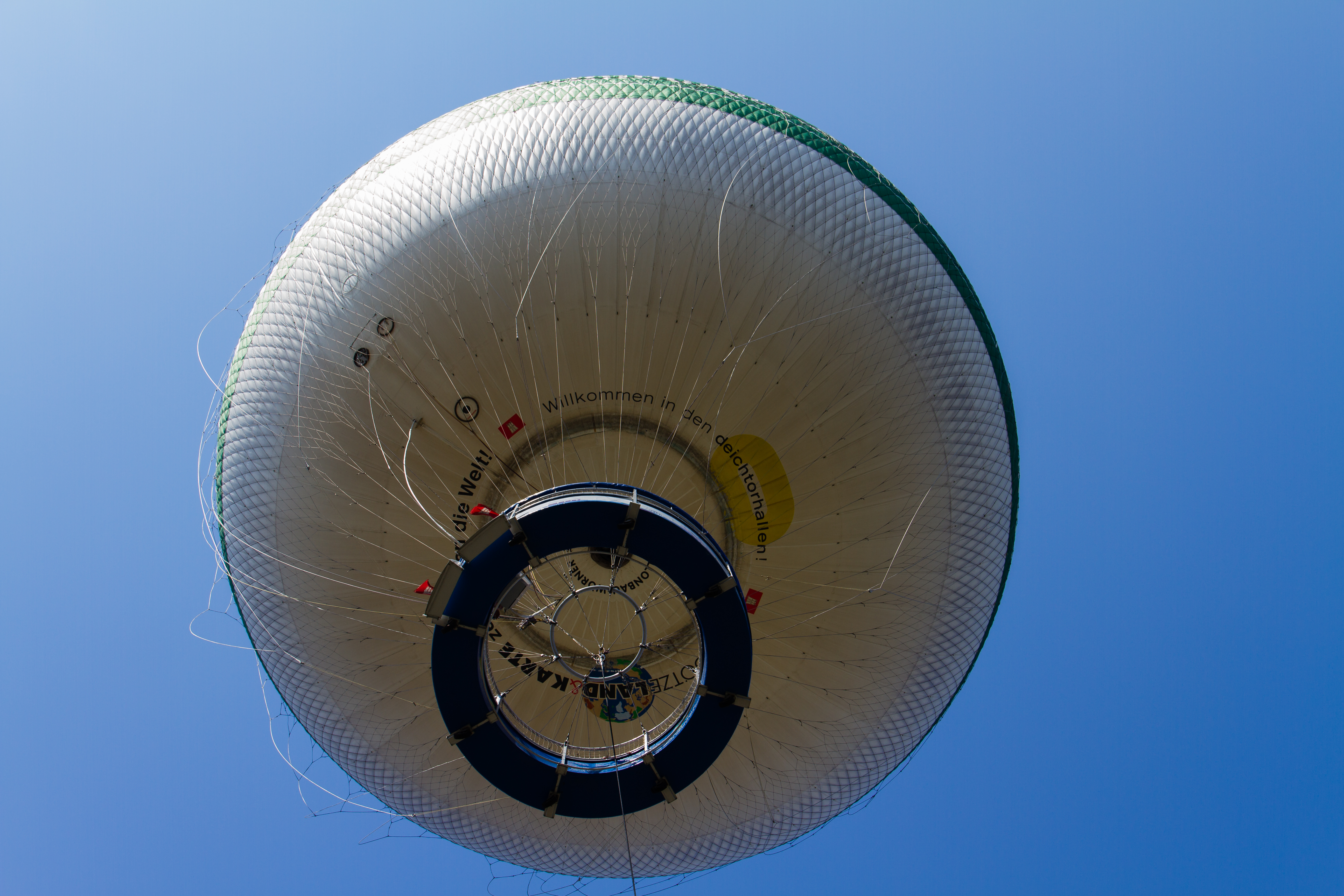
HighFlyer in Hamburg

Auch der an den Deichtorhallen in Hamburg 2005 installierte, unter dem Namen High Flyer betriebene Ballon stammte von diesem Hersteller. Der Hamburger Ballon wurde 2014 verkauft und abgebaut. Der Fesselballon konnte rund 30 Passagiere etwa 150 Meter hoch befördern. Der Eigentümer Farhad Vladi hatte mit dem Hamburger Senat einen Mietvertrag zur Nutzung des Geländes an den Deichtorhallen abgeschlossen, der nicht verlängert wurde. Nach ergebnisloser Suche eines anderen Standortes in der Stadt verkaufte Vladi den Ballon an einen nicht deutschen Unternehmer. Dieser ließ den Flugapparat zerlegen und in zwei großen Schiffscontainern nach Rio de Janeiro schaffen. Dort sollte der Ballon während der Olympischen Spiele zum Einsatz kommen. In der Hamburger Betriebszeit hatte der Ballon nach Angaben seines Besitzers innerhalb von fünf Jahren 120.000 Personen befördert.

### Mylau-Netzschkau
In Sachsen findet sich im Ortsteil Netzschkau der Stadt Mylau der Standort eines Personen-Heliumballons, auf dessen Hülle ein Versicherungsunternehmen und danach Brauereien warben. Hier haben die Passagiere einen guten Blick auf die Göltzschtalbrücke.

## Standorte außerhalb Deutschlands

### Schweiz
Hier wird die Stadt Luzern in der Schweiz angegeben. Ein Fesselballon wurde im Verkehrshaus installiert und bis zum Unfall im Juli 2004 betrieben. In dieser Zeit nutzten 140.000 Personen diese Flugmöglichkeit.

### Frankreich
Auch in Frankreich gibt es weitere Flugstationen des Heliumballons: In Paris nahe dem Produktionsstandort des französischen Entwicklers Aerophile sowie im Le Parc du Petit Prince („Park des kleinen Prinzen“) in Ungersheim.

### Polen
In Krakau, nahe dem Wawel, bot ein Fesselballon einige Zeit seine Fahrten an.

### Tschechien
In Prag ist direkt am Moldauufer auf der Terrasse des Kafka Museums auf der Kleinseite ein Helium-Fesselballon stationiert.

## Unfälle

### Berlin
Am 3. Mai 2016 brachte eine Windbö den Ballon in Berlin mit 19 Passagieren und dem Ballonführer unkontrolliert in Schräglage. Der Ballon war nach dem Start gegen 16:30 Uhr in einen Fallwind geraten, der nicht vorhersehbar war. Die Flugwetterwarnung war erst gegen 19 Uhr eingegangen. So wurde danach kurzzeitig ein Flugverbot verhängt, das aber nach Sicherungsmaßnahmen und Protesten noch im gleichen Monat wieder aufgehoben werden konnte. Den Passagieren und dem Flugleiter war nichts passiert.

### Luzern
Am 23. Juli 2004 ereignete sich ein tödlicher Unfall mit einem HiFlyer, der im Verkehrshaus in Luzern installiert war. Trotz eines drohenden Gewitters stieg der Ballon mit einer indischen Reisegruppe an Bord auf und wurde dabei von starken Windböen erfasst. Der Wind schleuderte den Ballon gegen die umliegenden Gebäude und einen Baum, wobei der Korb durch das eigene Halteseil so beschädigt wurde, dass sich eine Bodenplatte löste, eine Passagierin herausstürzte und sich tödlich verletzte. Drei Tage nach dem Unfall wurde dem Verkehrshaus vom Bundesamt für Zivilluftfahrt die Betriebsbewilligung für diesen HiFlyer entzogen. Das schweizerische Bundesgericht verurteilte den Unfallpiloten am 23. September 2008 wegen fahrlässiger Tötung, weil er trotz der kritischen Wetterlage aufgestiegen war und weil außerdem der Ballon mit 21 Passagieren und dem Piloten in unzulässiger Weise überladen war; das Bundesgericht hat das Urteil am 12. Juni 2009 bestätigt.
Der beschädigte Ballon kam nicht mehr zum Einsatz. Zwei Jahre nach dem Unglück plante das Verkehrshaus wieder einen Heliumballon zu installieren. Wegen der enormen Kosten wurde allerdings davon Abstand genommen.